# One Piece - Un'amicizia oltre i confini del mare
One Piece - Un'amicizia oltre i confini del mare (ONE PIECE エピソードオブアラバスタ 砂漠の王女と海賊たち?, ONE PIECE: Episōdo obu Arabasuta - Sabaku no ōjo to kaizoku-tachi) è un film del 2007 diretto da Takahiro Imamura. È l'ottavo film basato sul manga e anime One Piece di Eiichirō Oda, e il primo ad essere un effettivo adattamento di un arco narrativo del manga. Il film riassume infatti gli eventi narrati nei volumi 18-23, dove la ciurma di Cappello di Paglia si reca nel regno di Alabasta per salvare il paese da Crocodile e dalla sua organizzazione criminale segreta Baroque Works.
Il film uscì nelle sale giapponesi il 3 marzo 2007 insieme al cortometraggio Dr. Mashirito & Abale-chan, tratto dalla serie Dr. Slump & Arale, e debuttò al secondo posto per incassi nella prima settimana, raggiungendo infine la cifra di 7.075.924 dollari. A livello mondiale il film incassò un totale di 7.090.891 dollari. Il film venne brevemente mostrato in alcune sale negli Stati Uniti, prima della sua uscita in DVD in Nord America il 19 febbraio 2008 e in Blu-ray il 27 gennaio 2009. In Italia è stato trasmesso in prima TV la sera di Natale del 2013 su Italia 2 in versione censurata.

## Trama
Nefertari Bibi e la ciurma di Cappello di Paglia incontrano il subordinato di Crocodile Mr. 2 Von Clay. Mr. 2 mostra alla ciurma i poteri del suo frutto del diavolo, che gli permette di assumere la forma e la voce di chiunque a cui lui abbia toccato il volto. Bibi racconta di come il leader della Baroque Works Crocodile abbia utilizzato la Dance Powder per atteggiarsi a eroe di Alabasta, facendo combattere tra loro i ribelli e l'esercito reale. Una volta ad Alabasta, e dopo aver attraversato il deserto, la ciurma trova la base dei ribelli deserta, mentre l'esercito ribelle, guidato dall'amico d'infanzia di Bibi, Kosa, assiste all'incendio della città portuale di Nanohana da parte dei membri della Baroque Works travestiti da soldati dell'esercito reale. I ribelli decidono di attaccare Alubarna, dove al tempo stesso Mr. 2 impersona il re, Nefertari Cobra, e ordina all'esercito reale di combattere. Nel frattempo, nel deserto, la ciurma viene intercettata da Crocodile e la sua compagna, Miss All-Sunday. Crocodile mira a Bibi, ma Rufy rimane indietro e lo distrae, mentre il resto della ciurma fugge. Nella lotta che ne segue, Crocodile sconfigge Rufy impalandolo attraverso il torace con il suo uncino e seppellendolo vivo.
La ciurma arriva alla capitale di Alabasta, Alubarna, dove gli ufficiali della Baroque Works li stanno già aspettando. La ciurma li attira verso la città, permettendo a Bibi di cercare di fermare i ribelli in arrivo. Il tentativo di Bibi fallisce, e lei si precipita a palazzo. Nel frattempo, Usop e TonyTony Chopper sconfiggono Mr. 4 e Miss Merry Christmas, mentre Sanji riesce a sconfiggere Mr. 2. Vivi raggiunge infine il palazzo e convince il capitano dell'esercito reale, Chaka, a far saltare in aria il palazzo perché le due fazioni in battaglia la ascoltino. Tuttavia, Crocodile e Miss All-Sunday arrivano e interferiscono con il suo piano. Nelle strade, Nami sconfigge Miss Doublefinger, e Roronoa Zoro impara a tagliare l'acciaio sconfiggendo l'uomo-lama Mr. 1. A palazzo, Kosa assiste a Crocodile che interroga il padre di Bibi, inchiodato al muro, sull'Arma ancestrale Pluton. Lui e Chaka attaccano Crocodile, ma sono rapidamente sconfitti. Con i leader dei due eserciti in suo controllo, Crocodile avvolge la piazza in una tempesta di sabbia, rendendo ancora più difficile fermare i combattimenti. Dopo di che, egli segue la sua compagna e il re nel mausoleo reale. Rufy arriva e segue Crocodile. Nelle strade, Bibi e il resto della ciurma cercano di trovare una bomba preparata dalla Baroque Works per spazzare via entrambi gli eserciti. Rufy e Crocodile combattono nel mausoleo. Crocodile colpisce Rufy con il suo uncino velenoso, ma Rufy non si ferma. La ciurma trova la bomba, così come Mr. 7 e Miss Father's Day, nella torre dell'orologio della città. Bibi caccia via gli agenti e impedisce che la bomba esploda; tuttavia scopre che la bomba ha un timer. Pell, il guardiano della città capace di trasformarsi in falco, vola via con la bomba e presumibilmente si sacrifica per salvare Alabasta. Nel frattempo, nel mausoleo, un infuriato Rufy rompe l'uncino velenoso di Crocodile e lo sconfigge.
Sulla piazza inizia a piovere, e quando Chaka e Kosa presentano lo sconfitto Crocodile come orchestratore della ribellione, i combattimenti si fermano. Piove per tre giorni. Dopodiché Rufy si sveglia, e ai pirati viene preparato un banchetto. Alla notizia che una flotta della Marina sta per arrivare ad Alabasta, la ciurma decide di andarsene il più velocemente possibile, lasciando Bibi con una scelta. Il giorno dopo, lei appare sulla costa per dire addio alla ciurma. Da lì usa un lumacofono per trasmettere un discorso attraverso il paese. I ragazzi si salutano così col braccio sinistro alzato, dove si erano disegnati una X per distinguersi da Mr. 2. In seguito Bibi trova Pell vivo, e la pace finalmente torna a Alabasta.

## Colonna sonora
La colonna sonora del film venne composta da Kōhei Tanaka, Shirō Hamaguchi, Yasunori Iwasaki, Minoru Maruo, Kazuhiko Sawaguchi. Il brano dei titoli di coda, "Compass", venne scritto ed eseguito da Ai Kawashima. Per la versione in inglese venne creata una cover di "Compass" in tale lingua, ma essa non compare nell'edizione DVD.

### Album

#### Tracce
1. "Yūzora o Pell no se ni notte" (夕空をペルの背に乗って?) – 1:24
2. "Kiki semaru Kosa" (鬼気迫るコーザ?) – 0:14
3. "Von Clay to Bibi" (ボン·クレーとビビ?) – 0:43
4. "Rufy ga 2 nin!?" (ルフィが2人!??) – 0:38
5. "Mane Mane no mi no mōryoku" (マネマネの実の能力?) – 0:39
6. "Inbō" (陰謀?) – 2:38
7. "Eiyū Crocodile" (英雄クロコダイル?) – 0:33
8. "Nakama no shirushi" (仲間の印?) – 1:06
9. "Toto ojisan" (トトおじさん?) – 0:42
10. "Osanaki hi no yakusoku" (幼き日の約束?) – 0:51
11. "Baroque Works" (バロックワークス?) – 1:02
12. "Ore tachi no inochi kurai kake te miro!!!" (おれたちの命くらい賭けてみろ!!!?) – 1:19
13. "Hanran Gun VS Kokuō Gun, shōtotsu sunzen" (反乱軍VS国王軍、衝突寸前?) – 0:47
14. "Tagai o shinji, sorezore no michi e" (互いを信じ、それぞれの道へ?) – 1:28
15. "Rufy VS Crocodile" (ルフィVSクロコダイル?) – 2:52
16. "Tsuduku gekitō" (続く激闘?) – 1:54
17. "Nami no Sexy" (ナミのセクシ〜■?) – 0:26
18. "6 nin no Bibi" (6人のビビ?) – 1:32
19. "Bibi no koe wa Kosa ni...!" (ビビの声はコーザに...!?) – 1:51
20. "Fukutsu no Bibi to Karl" (不屈のビビとカルー?) – 1:07
21. "Sorezore no batoru" (それぞれのバトル?) – 1:05
22. "Sensō" (戦争?) – 1:19
23. "Gyakuten! Usop & Chopper" (逆転!ウソップ＆チョッパー?) – 1:28
24. "Mikitta ze, Mane Mane no mi" (見切ったぜ、マネマネの実?) – 1:10
25. "Gekitō! Sanji" (激闘!サンジ?) – 1:42
26. "Kuni wa hito nari" (国は人なり?) – 0:31
27. "Crocodile shutsugen" (クロコダイル出現?) – 0:28
28. "Shiretsu! Nami" (熾烈!ナミ?) – 1:06
29. "Hakunetsu! Zoro" (白熱!ゾロ?) – 1:49
30. "Senkyō" (戦況?) – 0:28
31. "Ato 15 fun de hōgeki" (あと15分で砲撃?) – 0:53
32. "Shugojin Jackal" (守護神ジャッカル?) – 1:01
33. "Omae ni kuni wa sukue nai" (お前に国は救えない?) – 2:11
34. "Rufy tōjō!" (ルフィ登場!?) – 1:19
35. "Fukutsu no Mugiwara kaizoku-dan" (不屈の麦わら海賊団?) – 1:20
36. "Crocodile wa shina zu" (クロコダイルは死なず?) – 1:19
37. "Kaeshi te morau, kuni!" (返して貰う、国!?) – 2:19
38. "Taihō wa tokei dai ni" (大砲は時計台に?) – 0:42
39. "Rufy VS Crocodile, futatabi" (ルフィVSクロコダイル、再び?) – 2:21
40. "Omoi VS yokubō" (思いVS欲望?) – 2:41
41. "Chikara o awase te, tobiagare!" (力を合わせて、飛び上がれ!?) – 1:47
42. "Hassha soshi naru ka!?" (発射阻止なるか!??) – 0:48
43. "Hōdan ga jigen shiki!" (砲弾が時限式!?) – 1:07
44. "Ore wa Kaizoku ō ni naru otoko da!!" (おれは海賊王になる男だ!!?) – 0:28
45. "Kuni o mamoru" (国を守る?) – 1:02
46. "Shugojin Falcon" (守護神ファルコン?) – 0:29
47. "Ore wa omae o koe te iku!!!" (おれはお前を越えて行く!!!?) – 3:02
48. "Alabasta ni furu ame" (アラバスタに降る雨?) – 0:59
49. "Kono sensō no ue ni ikiyo" (この戦争の上に生きよ?) – 0:56
50. "Yomigaetta heiwa" (甦った平和?) – 1:50
51. "Bibi no kokoro yureru" (ビビの心揺れる?) – 1:23
52. "Robin no kokoro kimaru" (ロビンの心決まる?) – 2:06
53. "Bibi no Speach" (ビビのスピーチ?) – 1:33
54. "Nakama no shirushi da!!!" (仲間の印だ!!!?) – 2:49
55. "'Compass' Gekijō Bājon" (「compass」劇場バージョン?) – 2:47

## Distribuzione

### Data di uscita
Le date di uscita internazionali sono state:
- 3 marzo 2007 in Giappone
- 7 febbraio 2008 negli Stati Uniti (One Piece Movie: The Desert Princess and the Pirates - Adventures in Alabasta)
- 19 settembre in Taiwan
- 24 febbraio 2012 in Germania
- 20 marzo 2013 in Francia
- 25 dicembre 2013 in Italia

### Edizione italiana
Il doppiaggio italiano è stato eseguito dalla Merak Film e diretto da Sergio Romanò su dialoghi di Manuela Scaglione. I nomi di personaggi e tecniche sono quindi quelli dell'edizione italiana dell'anime, così come le censure (la più evidente è l'annerimento del sangue). Nell'epilogo del film è stato tagliato un dialogo tra la principessa Bibi è un bambino di Alabasta, ripristinato successivamente in versione sottotitolata in italiano nel cofanetto DVD e Blu-ray One Piece Film Collection distribuito da Plaion nel 2017.

## Accoglienza

### Incassi
Nella sua prima settimana di proiezione in Giappone, il film si classificò al secondo posto degli incassi giapponesi. Nella seconda e terza settimana si classificò rispettivamente al quarto e nono posto, prima di cadere fuori dalla Top 10 la settimana dopo. Nella sua quinta settimana di proiezione, il film rientrò nella Top 10 per un nono posto finale. Nel mercato giapponese gli incassi del film arrivarono a 7.075.924 dollari. Escludendo il Nord America, il film incassò un totale di 7.084.304 dollari, e dopo la proiezione limitata della Funimation Entertainment negli Stati Uniti la cifra salì a un totale mondiale di 7.090.891 dollari.

### Critica
Carl Kimlinger di Anime News Network descrisse il film come "un riassunto in forma di lungometraggio con un montaggio leggermente rivisto e un pesante strato di lucido cinematografico" che "spreme una trama enorme in un piccolo film come un uomo in crisi di mezza età cerca di spremersi nei suoi jeans del liceo", ma osservò che "la colonna sonora è una gioia per le orecchie, trascinante e divertente". Bamboo Dong, un altro recensore di Anime news Network, disse che il ritmo del film è "tutt'altro che regolare" e che le battaglie sono "rattoppate insieme". Commentò che il film è "sciropposamente divertente" per coloro che sono fan della serie, ma osservò che per i non-fan mantiene solo "un'attrazione limitata". Sebbene Todd Douglass Jr. di DVD Talk disse che "bisogna essere realmente affermati nella tradizione di One Piece per poterlo apprezzare completamente" e commentò che sembra "incompleto e squilibrato", raccomandò comunque il film, affermando che è "a corto di storia, ma... molto divertente".
Bryce Coulter di Mania Entertainment disse che il film "non può essere raccomandato per chi non ha familiarità con la serie" ma per il resto lo raccomanda, cautamente, commentando che dà "una prospettiva pulita" sul materiale di origine, ma alla fine non gli fa "alcuna giustizia". Davey C. Jones di Active Anime disse che gli piacque l'animazione, in particolare gli sfondi, e commentò che il film "porta i disegni dei personaggi fuori dal manga e dalla serie TV e li alza con lustro di qualità cinematografica". N.S. Davidson di IGN diede al film un voto di 7 su 10, affermando che l'animazione è solo "leggermente più sofisticata (...) che nella serie televisiva" e che il film stesso è "più probabilmente (...) per i soli fan di One Piece". Dustin Somner di Blu-ray.com concordò sul fatto che il film fosse primariamente per i fan, affermando che la mancanza di contesto rende il film "frustrante (con la F maiuscola)" per chi non conosce la serie.

## Altri media
Shūeisha ha creato due adattamenti del film: una light novel e un anime comic, entrambi con lo stesso titolo del lungometraggio. La light novel (ISBN 978-4-08-703178-2) venne pubblicata il 12 marzo 2007, mentre l'anime comic (ISBN 978-4-08-874236-6) il 4 marzo 2008.